# Паласовка
Паласовка (рус. Палласовка) град је у Русији у Волгоградској области.

## Становништво
| 1959.  | 1970.  | 1979.  | 1989.  | 2002.  | 2010.  |
| ------ | ------ | ------ | ------ | ------ | ------ |
| 10.346 | 13.505 | 15.503 | 17.712 | 17.163 | 16.081 |